# Elevador de aguas de Gordejuela
El Elevador de aguas de Gordejuela es una ruina industrial ubicada cerca de Los Realejos, en la isla de Tenerife. Forma parte de un recorrido senderista urbanizado situado en el paisaje protegido de la Rambla de Castro que se denomina Torcal-Longuera y sobre la playa casi salvaje de La Fajana. Se trata de una antigua instalación industrial construida sobre la antigua ubicación del molino de Juan de Gordejuela.Se trata de un bien de titularidad estatal, es decir, de dominio público y actualmente no cuenta con una protección específica.

## Descripción
En sus orígenes, el complejo contaba con tres edificios, además de un almacén y una chimenea, junto con estructuras de conexión para la conducción del agua. La zona sur fue diseñada para albergar a los trabajadores. Es un edificio rectangular de una sola planta, con muros de carga que sostienen un techo a dos aguas sobre cerchas metálicas. El muro occidental está unido a la pendiente del barranco. La cimentación tiene una gran estructura de contención, es por eso que se accede por el lado Norte, donde presenta un vano de acceso de dintel recto con una apertura de medio punto sobre él. Un camino conduce al edificio rectangular que albergaba las calderas, del que ahora solo se conserva el muro occidental. Este edificio albergaba la máquina de vapor, y tenía una chimenea de 43 m de altura que dejó de existir. 
A unos 80 m de desnivel, 100 m de distancia en línea recta o 175 escalones del edificio de calderas se encuentra el edificio principal del complejo, situado a unos 40 m sobre el nivel del mar. El edificio rectangular tiene unos 27 m de altura y cinco plantas. La cimentación está construida sobre la roca del acantilado y tiene un gran bloque de basalto mortero en el piso más bajo, con un pasillo de este a oeste. El segundo piso tiene dos salas de máquinas junto con la ventilación. El tercer piso tiene cuatro habitaciones, dos de las cuales ahora han quedado sepultadas por el colapso de las bóvedas. El cuarto piso es el nivel de acceso principal, con paredes más claras y aberturas arqueadas. El quinto piso albergaba la máquina principal de la estación de bombeo, con restos de raíles de grúa en las paredes. Los muros de carga presentan pilastras interiores sirviendo de soporte a los carriles de la grúa carril. En algún momento de la historia de la isla, éste fue uno de los edificios más grandes de Tenerife. 
El agua se almacenaba en un depósito situado a unos 2 km de distancia, a 290 m sobre el nivel del mar, que tenía una capacidad de 12 000 m³. Un acueducto de 12 km llevaba luego el agua a las plantaciones.

### Estilo arquitectónico
Se trata de una obra de estilo industrial contemporáneo de principios del siglo XX con elementos neogóticos.

## Historia

### Creación: promotores y usos
En 1903, la empresa británica Hamilton compró las acciones de la Sociedad de aguas de Gordejuela y encargó al ingeniero militar José Galván Balaguer el diseño del proyecto,apoyado por León de Torres y León Huerta. 
El objetivo de esta instalación fue el de elevar el agua hasta la cima del acantilado que se eleva unos 200 m casi a la vertical del nivel del mar. El agua bombeada sirvió entonces para irrigar las plantaciones de plátanos que se extendían desde los Realejos hasta la Orotava. Se construyeron unos 12 km de tubería que sirvieron antaño para su conducción.
Esta instalación, hoy parte del patrimonio industrial de la isla de Tenerife contó con la primera máquina de vapor de la isla.

### Historia empresarial y declive
La empresa Hamilton empezó a perder dinero debido a la competencia en el comercio del plátano e intentó vender agua a otras partes de la isla, pero no tuvo éxito. La instalación fue entonces arrendada a Elders y Fyffes en 1910, y fue vendida en 1919 a la compañía Fyffes. Más tarde, pasó a formar parte del dominio público. Todavía se extrae agua de los manantiales, pero ahora la operación se realiza con bombas eléctricas. Finalmente, el edificio fue abandonado quedando expuesto a su deterioro. Las estructuras metálicas se oxidaron, la maquinaria fue desmantelada o robada, y el edificio comenzó a deteriorarse rápidamente debido a la humedad, la salinidad del aire marino y la erosión costera. 

### Estado de conservación actual
Actualmente es una ruina, sin techo, puertas ni ventanas. Algunos de los arcos y los pisos se han derrumbado. En 2000 hubo una propuesta para restaurar el edificio y el área circundante para uso público, pero posteriormente no se hizo nada. Se agregó a la Lista Roja de patrimonio en peligro el 31 de enero de 2019 debido a su estado de abandono, lo que podría provocar un colapso más sustancial de la estructura. Es un destino turístico popular, con una pasarela hacia las ruinas, aunque la escalera principal más cercana fue cerrada a partir de 2019. Es "uno de los edificios abandonados más espectaculares de Tenerife", y está rodeado de flora y fauna autóctona que incluye palmeras, tabaibas y dragos así como de lagartos.
Hacia 2021 el edificio carecía de cualquier tipo de protección patrimonial.
A lo largo de las décadas, lo que una vez fue un símbolo de innovación y progreso, se transformó en un conjunto de ruinas desoladas, aunque impresionantes en su deterioro. El Elevador de Aguas de Gordejuela está hoy considerado como una de las más bellas ruinas de España, ya no sólo por el edificio en sí (un vestigio de una época en la que los edificios industriales no sólo eran funcionales, sino también con un estilo arquitectónico muy estético), sino también por el espectacular paraje en el que está situado. En los últimos años, las autoridades locales y varios grupos interesados en el patrimonio han discutido en numerosas ocasiones la posibilidad de restaurar el elevador, o al menos preservar lo que queda de él. Sin embargo, la ubicación remota y el coste elevado de una restauración integral han hecho que estos proyectos nunca se materialicen. A día de hoy, el edificio continúa deteriorándose, aunque su imponente estructura sigue en pie, dominando el paisaje costero. En los últimos años, se ha convertido en un atractivo turístico y fotográfico para aquellos que buscan explorar los lugares más insólitos y misteriosos de Tenerife.